# Hearts on Fire (HammerFall)
Hearts on Fire è un DVD della band svedese Power metal HammerFall pubblicato dalla Nuclear Blast il 4 novembre 2002.

## Tracce
1. Hearts on Fire (video clip)
2. The Making of "Hearts on Fire"
3. Heeding the Call (Live)
4. A Legend Reborn (video clip)
5. Always Will Be (video clip)
6. Renegade (video clip)

### Bonus
- Photo Gallery

## Formazione
- Joacim Cans - cantante
- Oscar Dronjak - chitarrista
- Stefan Elmgren - chitarrista
- Magnus Rosén - bassista
- Anders Johansson - batterista